# José Xifré y Casas

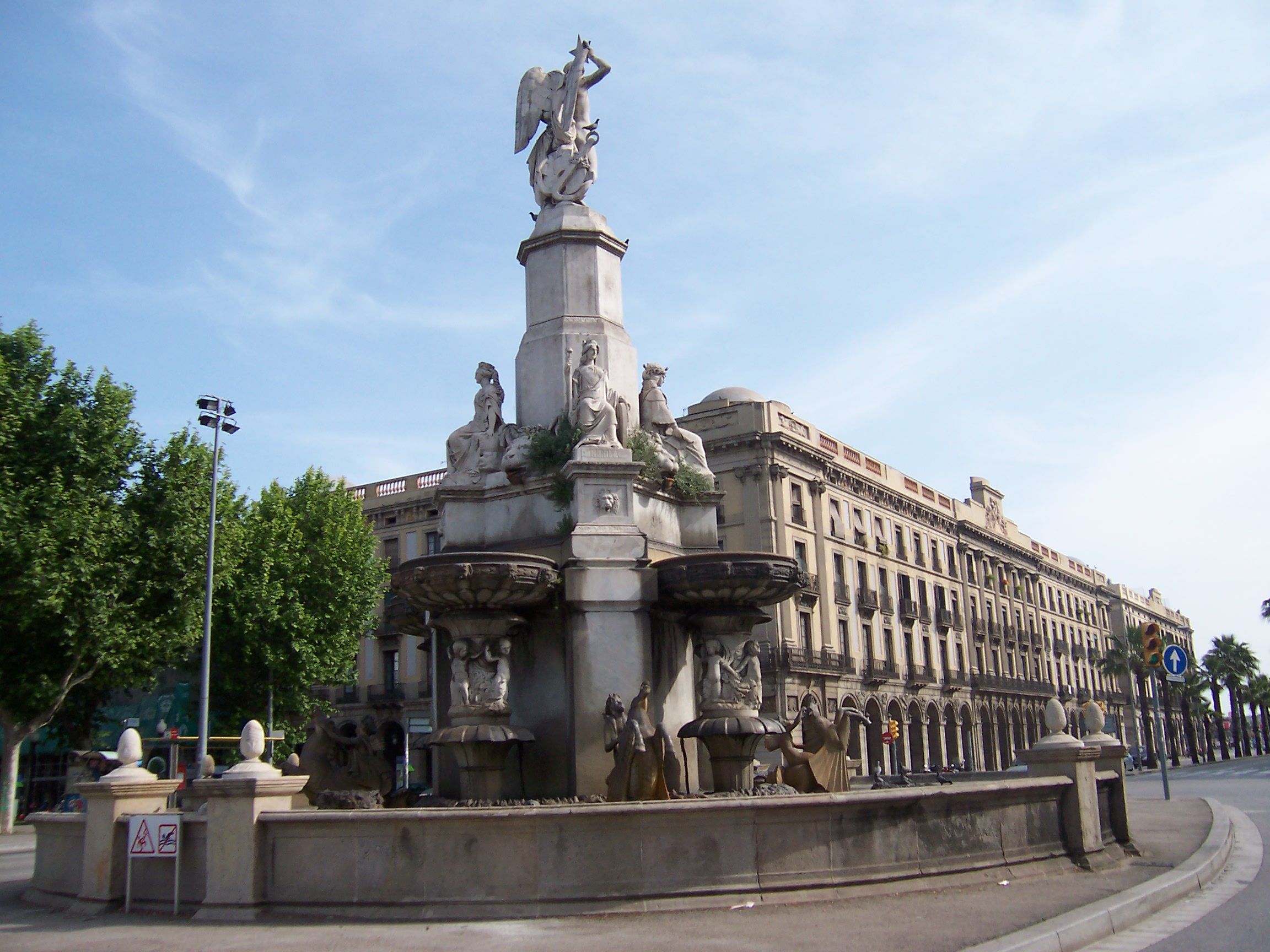
La Casa Xifré de Barcelona, detrás del monumento del Pla del Palau

José Xifré y Casas (Arenys de Mar, 1777 - Barcelona, 1856) fue un hombre de negocios, filántropo y mecenas español. Hizo una gran fortuna en Cuba y los Estados Unidos. Cuando se retiró a Barcelona, hizo construir la casa del Pla de Palau (1835), llamada popularmente Casa Xifré y pagó un hospital en Arenys de Mar

## Biografía
Hijo de Juan Bautista Xifré y Horta, marinero, y de Margarita Casas y Castelló. Nació en Arenys de Mar el 15 de octubre de 1777 y fue bautizado al día siguiente en la iglesia de Santa María de Arenys, con los nombres de José, Pablo y Juan. Sus padrinos: el abuelo paterno, José Xifré, patrón de embarcación; y su tía Teresa Casas Gelpí. Sus hermanos: Domingo, Juan Bautista, Pablo, Antonio y Lucía. Dos murieron de pequeños. En Arenys de Mar pasó la infancia y la juventud, en el seno de una familia pobre.
Su padre murió arruinado por los negocios con América. En 1789, emigró a Cuba huyendo de los acreedores que perseguían a la familia, donde encontró un ambiente propicio a la especulación comercial y el contrabando, actividades que hicieron aumentar rápidamente su fortuna. Posteriormente, él y su hermano Domingo pudieron pagar las deudas paternas.
Comerciante, fabricante de curtidos y propietario de plantaciones y de barcos, y explotador de pieles, azúcar, café, aguardiente y ron, consolidó su riqueza haciendo de banquero.
En 1818 se casó con Judith Downing, una joven de 17 años heredera de un rico comerciante estadounidense de origen irlandés, gracias al cual superó la crisis económica de la época, y con ella tuvo un hijo Josep Xifré Downing.
En 1823, los negocios de los Estados Unidos superaban los de La Habana, por lo que se trasladó a Nueva York, donde además participó en empresas y bancos de renombre. Allí, dedicándose a las finanzas, logró reunir una gran fortuna.
A pesar de su deseo de volver a casa, la aversión de su mujer hacia Barcelona lo mantuvo durante un tiempo dando vueltas por balnearios y grandes ciudades europeas. De vuelta a España, en 1831 fijó su residencia en Barcelona. Con 60 años fue recibido con grandes honores en su pueblo natal, Arenys de Mar. Ostentó muchos cargos (desde jefe de bomberos hasta concejal del Ayuntamiento de Barcelona).
En 1854 su esposa decidió ir a vivir con él, hasta entonces estaba en París. Fue el catalán más rico del siglo XIX. En aquellos momentos su fortuna era de 120 millones de reales, por ese motivo se puso de moda la expresión "ser más rico que Xifré". Murió en Barcelona, en su torre de Horta, el 7 de agosto de 1856.

## José Xifré Downing
José Xifré Downing, hijo de José Xifré y Casas, gestionó el traslado de sus restos en la capilla del hospital de Arenys. Hizo construir un magnífico panteón por Charles Alphonse Gumery, a quien conoció en una de las habituales estancias en París y así, cinco años después de su muerte, el 7 de agosto de 1861, Xifré reposaba en el panteón que tiene por inscripción: "José Xifré y Casas, quien, de su patrimonio fundó esta casa para el cuidado de los enfermos".

## Mecenazgo
Al poco de volver a Barcelona, construyó grandes obras, entre ellas el edificio situado en el paseo de Isabel II, frente al palacio de la Bolsa, donde están situada la "Casa Xifré", donde se estableció. También, el famoso restaurante "Siete puertas". Además, hizo edificar un gran hospital en Arenys de Mar, en 1849, siguiendo el estilo de los porches.
Xifré regaló 1000 duros para destinarlos al Hospital de Arenys, que apenas se podía mantener, pero el Ayuntamiento los destinó al Teatro Principal, donde debían hacer representaciones para ganar dinero para el Hospital. Entonces Xifré envió 1000 duros más.
Así, José Xifré edificó un edificio que contaba con 25 camas de hospital, un asilo y varias aulas.